# 聖佩德羅-德庫拉瓦拉
聖佩德羅-德庫拉瓦拉（西班牙語：San Pedro de Curahuara），简称为庫拉瓦拉，是玻利維亞西部拉巴斯省瓜尔韦托·比利亚罗埃尔县的市鎮，并为该县的县府所在地。海拔高度3,897米，每年平均降雨量約330毫米，2012年市镇人口数量为8,858人。